# کارلوس کاسترو مورا
کارلوس کاسترو مورا (انگلیسی: Carlos Castro Mora؛ زادهٔ ۱۰ سپتامبر ۱۹۷۸) یک بازیکن فوتبال بازنشسته اهل کاستاریکا است. از باشگاه‌هایی که در آن بازی کرده‌است می‌توان به روبین کازان اشاره کرد.
وی همچنین در تیم ملی فوتبال کاستاریکا بازی کرده است و در هر سه بازی این تیم در جام جهانی فوتبال ۲۰۰۲ به میدان رفت.